# 馬克西米利安·哈登

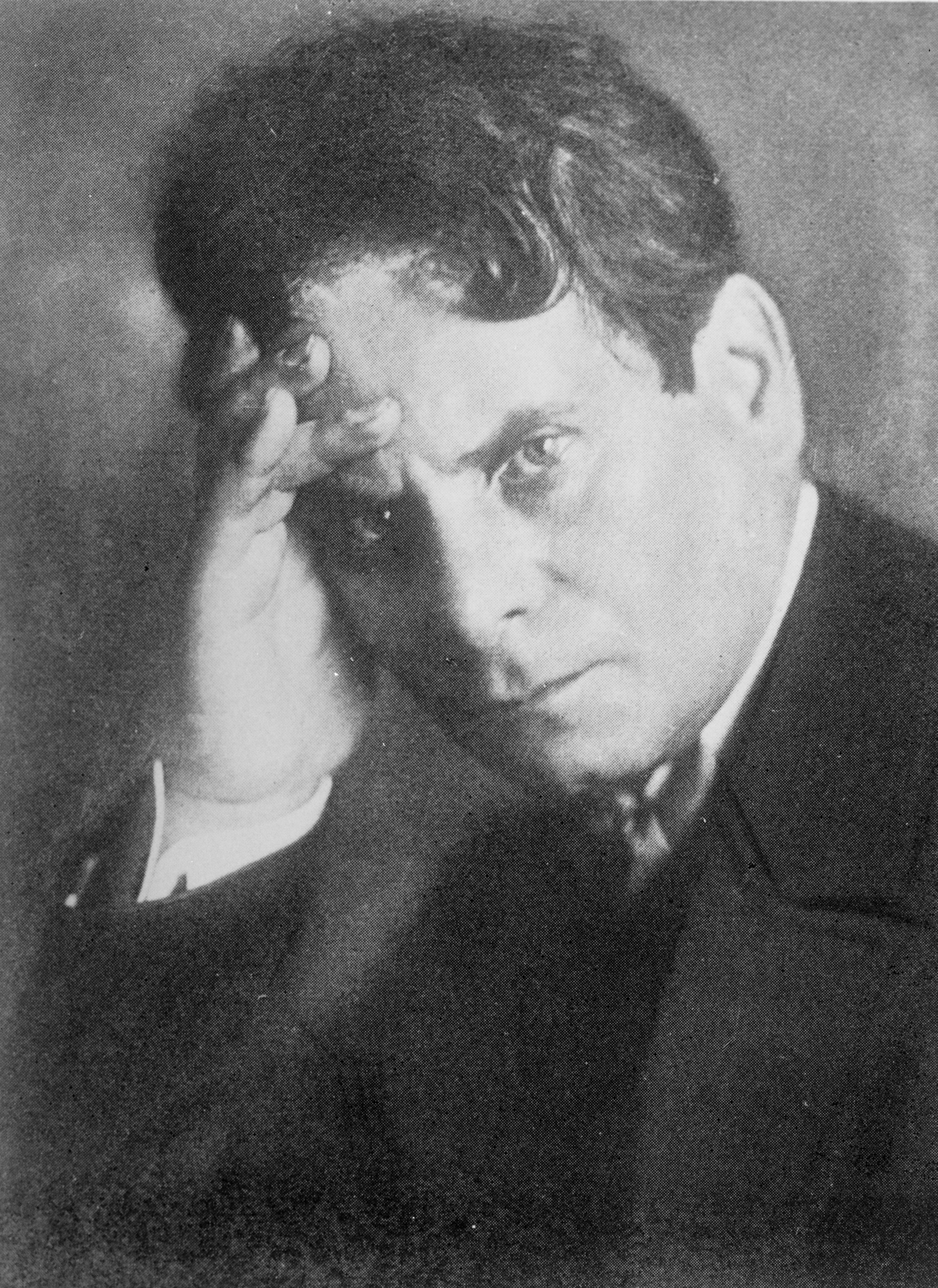
馬克西米利安·哈登

馬克西米利安·哈登（1861年10月20日 - 1927年10月30日）是一位德国记者和编辑。

## 生平
馬克西米利安·哈登是德國猶太人。1878年，哈登皈依新教 。
哈登起初支持君主主義，后来公開批評德皇威廉二世、奧伊倫堡親王菲利普以及庫諾·馮·毛奇。從1906年起，他公開指控奧伊倫堡親王菲利普以及庫諾·馮·毛奇是同性戀並且存在同性性行為，根據當時的德國刑事法第175條，同性性行為屬於犯罪行為，這引發了一系列訴訟，即奧伊倫堡事件。
1914年時，哈登已經支持右翼，當時他支持德国入侵比利时。第一次世界大戰期间，哈登支持德國吞併欧洲、非洲和亚洲等廣大地區，他希望德國通過吞併以及戰爭的勝利成为世界上最强大的国家。然而战后他又支持和平主义 ，并支持魏玛共和国當局。 
1922年7月3日，哈登遭到自由軍團士兵襲擊並受重伤。之後法庭裁定，是他的作品“激怒”了自由軍團士兵。作案兇手分别被判处两年零五个月和四年徒刑。